# محمية غابات اليرموك

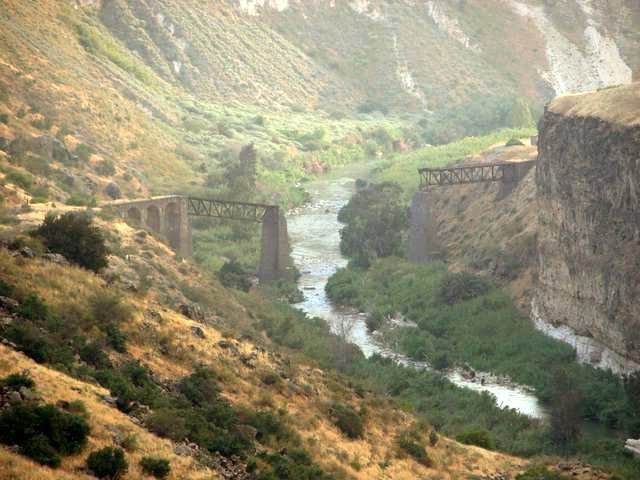
وادي نهر اليرموك.

محمية اليرموك الطبيعية هي محميَّة تقع في وادي الأردن شمال المملكة الأردنية تأسَّست في 6 يناير / كانون الثاني سنة 2010 بقرارٍ من رئاسة الوزارء. 
تعمل على إدارتها الجمعية الملكية لحماية الطبيعة، وأنجز المشروع بتمويلٍ من المرفق البيئي العالمي والبنك الدولي. تبلغ مساحة المحمية نحو 20 كيلومتراً مربعاً، 20 نوعاً من الثدييات و58 من الطيور و15 من الزواحف.
شهدت إقامة المحمية معارضة، إذ قام البعض بتشكيل هيئة أطلقوا عليها "لجنة مناهضة محمية اليرموك"، ونفَّذوا وقفاتٍ احتجاجية مطالبةً بإلغائها، وذلك لأنهم يرون أنها تشكِّل خطراً على أملاكٍ خاصَّة كانت تقع ضمن الحدود المقرَّرة للمحمية الجديدة، بالإضافة إلى وقوع مناطق سكنيَّة ضمن نطاقها. كما قد اتَّهمت اللجنة "الجمعية الملكية لحماية الطبيعة" بأنَّها تحاول تسجيل الأراضي باسمها، وزعمت أنَّ 12 دونماً من مساحتها سُجِّلت باسم "جمعية الفاروق"، إلا إنَّ وزارة الزراعة نفت هذه المزاعم. من جهةٍ أخرى، قال رئيس الجمعية الملكية "يحيى خالد" أن الجمعية أجرت استفتاءً للمواطنين بخصوص إنشاء المحمية، وكانت النتيجة هي موافقة الأغلبية عليه.